# Tilman Michalski
Tilman Michalski (* 1941 in München) ist ein deutscher Grafiker und Illustrator.

## Leben und Wirken
Tilman Michalski studierte von 1961 bis 1968 an der Akademie der Bildenden Künste und der Akademie für das Grafische Gewerbe in München. Anschließend arbeitete er mehrere Jahre in verschiedenen Werbeagenturen. Seit 1976 ist er als freier Illustrator für deutsche Magazine, Buchverlage und Werbung tätig und hat zahlreiche Buchumschläge und Innenillustrationen sowie Plakate und Schallplattenhüllen gestaltet.
Seit 1978 mit eigenem Atelier ausgestattet, veröffentlicht er zusammen mit Ute Michalski seit 1986 unter dem Label Ute & Tilman Michalski Kinderkunst- und Kinderbeschäftigungsbücher mit Lizenzausgaben in Frankreich, Beneluxländer, Dänemark, Ungarn, Polen und Japan.
Tilman Michalski lebt zusammen mit seiner Ehefrau Ute Michalski in München.

## Auszeichnungen (Auswahl)
- Mehrmalige Auszeichnungen des Art Directors Club Deutschland für von Tilman Michalski gestaltete Titelbilder[3]
- 2006: Nominierung zum Deutschen Jugendliteraturpreis zusammen mit Christa Holtei für Das große Familienbuch der Feste und Bräuche[4]
- 2009: LesePeter des Monats Juli gemeinsam mit Ute Michalski für Eins, zwei, drei ... ich komme!

## Bibliografie

### Kinder- und Jugendliteratur

#### Eigenveröffentlichungen zus. mit Ute Michalski
- Ich zeig dir was und du machst mit, Droemer Knaur Verlag, 1986
- Wie der Wind geschwind, Ravensburger Buchverlag, 1987
- Kinder das wird ein Fest, Droemer Knaur Verlag, 1991
- Basteln, Ravensburger Buchverlag, 1995
- Papierbilder, Ravensburger Buchverlag, 1997
- Häuptling Pappnase, arsEdition, 1997
- Lachendes Laternenlicht, arsEdition, 1997
- Pipo Holzkopf, arsEdition, 1998
- Knete, Ton & Co, ars Edition, 1998
- Wolli und Molli, arsEdition, 1998
- Kunterbunter Bastelspaß, arsEdition, 1999
- Das große Ravensburger Weihnachtsbuch, Ravensburger Buchverlag, 2000
- Werkbuch Holz, Ravensburger Buchverlag, 2002, 2008 erweiterte Neuausgabe
- Das große Ravensburger Bastelbuch, Ravensburger Buchverlag, 2004
- Werkbuch Kreatives Gestalten, Ravensburger Buchverlag, 2005
- Eins, zwei, drei…ich komme!, Boje Verlag, 2007
- Der neue Ravensburger Bastelspaß, Ravensburger Buchverlag, 2007
- Das große Familienbuch der Kinderfeste, Sauerländer, 2008
- Werkbuch Papier, Ravensburger Buchverlag, 2008

#### Innenillustrationen (Auswahl)
- Antonia Berger (Hrsg.): Wir warten auf die Weihnachtsnacht, cbj-Verlag
- Gabriele Beyerlein: Gabriele Beyerlein erzählt von den Keltenfürsten, Oetinger 1995

TB-Neuausgabe: Ilo und die Keltenfürsten. Edition Gegenwind 2012, ISBN  978-3-8482-1627-7
- Christoph Cantzler: Zack-Zack!, Boje Verlag
- Christoph Cantzler: Flick-Flack Boje Verlag
- Christa Holtei: Das große Familienbuch der Feste und Bräuche, Sauerländer
- Christa Holtei: Das große Familienbuch der Weihnachtslieder, Sauerländer
- Christa Holtei: Das große Familienbuch der Weltreligionen, Sauerländer
- Christa Holtei: Warum klappert die Mühle am rauschenden Bach?, Sauerländer
- Klaus Kordon: Das ist Harry, dtv-junior
- Tilde Michels: Im Winter und zur Weihnachtszeit Arena Verlag
- Tilde Michels: Im Frühling und zur Osterzeit, Arena Verlag
- Tilde Michels: Kleiner König Kalle Wirsch, dtv-junior
- Sibylle Sailer (Hrsg.): Ich hör dir zu und denk mir was, Arena Verlag
- Sibylle Sailer (Hrsg.): Du musst den Mond fragen, Arena Verlag
- Sibylle Sailer (Hrsg.): Klein in einer großen Welt, cbj-Verlag